# Pulpecja
Pulpecja – ósmy tom cyklu Jeżycjada, powieść autorstwa Małgorzaty Musierowicz, z ilustracjami autorki, wydana w 1993.

## Krótko o treści
Bohaterką jest Patrycja Borejko, ze względu na nadwagę wynikłą z obżarstwa zwana w rodzinie Pulpecją. Dziewczyna nie ma jednak z powodu figury najmniejszych kompleksów, cieszy się wręcz nadmiernym zainteresowaniem ze strony płci przeciwnej, co uważa za pochlebne i zabawne, ale nadzwyczaj kłopotliwe. Patrycja chodzi do klasy maturalnej wraz z Romą Kowalik – swoją najlepszą przyjaciółką, z którą dotąd zawsze znajdowała wspólny język. Jednak w przeciwieństwie do zadowolonej z siebie i swojego życia Patrycji Roma nie czuje się szczęśliwa, zwłaszcza gdy widzi, że chłopak, w którym jest bez wzajemności zakochana, zaczyna zwracać uwagę na Pulpecję. Sama Pulpecja zaś, dotąd zawsze wiedząca, czego chce, niespodziewanie przestaje się odnajdywać w świecie. Zajmuje się wszystkim, tylko nie nauką do matury, ponieważ i jej serce zaczyna bić mocniej.

## Bohaterowie
- Patrycja Borejko – urodziwa, ma duże powodzenie u chłopaków, jednak ją samą niewiele to interesuje, ponieważ uważa, że małżeństwo to głupota, wkrótce jednak zmienia zdanie; przyjaciółka Romy, siostra Gabrysi, Idy i Natalii Borejko, córka Ignacego i Melanii. Główna bohaterka.

- Roma Kowalik – najlepsza przyjaciółka Pulpecji, zakochana bez wzajemności w Baltonie, zakompleksiona, zawsze w cieniu Patrycji.

- Baltona (Florian Górski) – kolega z piaskownicy Patrycji, najlepszy przyjaciel Tomka Kowalika - brata Romy, kuzyn Cesi Żak, interesują go filmy Jarmusha, początkowo jeździ na Harleyu i ma czerwone włosy, potem zamienia motor na syrenkę bosto i zakłada razem z Tomkiem kwiaciarnię "Florek", kocha Patrycję.

- Marcelek – zabiegający o względy Patrycji kolega z jej klasy, prymus.

- Jacunio – wielbiciel Patrycji ze szkoły.
- Marek Pałys – mąż Idy.

- Laura Pyziak – Młodsza córka Gabrysi. Lubi grać z wujkiem Markiem (Marek Pałys) w makao.

- Róża Pyziak – Starsza córka Gabrysi.